# Jovis Fossae
Jovis Fossae és una estructura geològica del tipus fossa a la superfície de Mart, situada amb el sistema de coordenades planetocèntriques a 22.65 ° de latitud N i 245.58 ° de longitud E. Fa 348.63 km de diàmetre. El nom va ser fet oficial per la UAI l'any 1985 i pren el nom d'una característica d'albedo localitzada a 16 ° de latitud N i 111 ° de longitud O.